# Ilse Püschel
Ilse Püschel (geboren 5. August 1957) ist eine deutsche Juristin. Sie wurde 1997 Richterin am Bundespatentgericht in München.

## Beruflicher Werdegang
Bis zu ihrer Ernennung zur Richterin am Bundespatentgericht am 3. Juni 1997 war Ilse Püschel Regierungsdirektorin. Am Bundespatentgericht war sie zunächst Mitglied eines Marken-Beschwerdesenats, anfangs als Richterin kraft Auftrags. 1999 wechselte sie als rechtskundiges Mitglied in einen Technischen Beschwerdesenat. Da am Bundespatentgericht mehrheitlich naturwissenschaftlich ausgebildete Richter tätig sind, werden die Juristen als „rechtskundige Mitglieder“ bezeichnet. 2002 wurde sie zusätzlich rechtskundiges Mitglied eines Juristischen Beschwerdesenats.
2004 wurde Ilse Püschel außerdem Mitglied des Präsidiums und 2005 regelmäßige Vertreterin des Vorsitzenden in dem Juristischen Beschwerdesenat. 2015 wechselte sie als weiteres rechtskundiges Mitglied in einen Juristischen Beschwerdesenat und Nichtigkeitssenat und wurde dort regelmäßige Vertreterin des Vorsitzenden.
2022 war sie dienstältestes Mitglied des Bundespatentgerichts.